# Courses de Bienne
Les courses de Bienne (en allemand : Bieler Lauftage) sont des courses à pied sur route se déroulant à Bienne dans le canton de Berne, en Suisse. L'épreuve-phare est une course de 100 kilomètres organisée depuis 1959. C'est la première course de 100 kilomètres au monde.

## Histoire
Travaillant à la ville de Bienne depuis 1954, Franz Reist devient commandant de la protection civile de la ville. Sportif polyvalent pratiquant l'alpinisme, le ski de fond et la patrouille militaire, il souhaite créer une nouvelle épreuve sportive pour les cours de cadres de l'armée suisse. En 1959, il présente son projet, une épreuve de 100 kilomètres à effectuer en course ou en marche. Le 14 novembre, trente-cinq athlètes prennent le départ et vingt-deux rallient l'arrivée. Hans Ruch et Hans Seiler sont les premiers vainqueurs ex aequo en 13 h 45. La course est organisée de manière officielle et médiatisée l'année suivante. 139 coureurs prennent le départ dont 96 à l'arrivée.
L'édition 1962 voit la participation des premières femmes à la course. La Bâloise Käthi Knuchel s'impose en 20 h 13,. La course inspire de nombreux athlètes et organisateurs qui à leur tour, créent des courses de 100 kilomètres. En 1975, le président du club d'athlétisme Aquilo de Winschoten Theo de Winter assiste à la course. Il décide de fonder les 100 km de Winschoten en 1975 pour attirer l'attention sur son club.
Cette course unique en son genre suscite rapidement l'intérêt au niveau international. En 1965, plus de 500 coureurs prennent le départ et la barre des 1 000 partants est franchie en 1968. En 1967, l'Allemand Helmut Urbach (de) remporte sa première victoire. Il devient le premier à terminer la course en moins de huit heures en 1969, puis en moins de sept heures en 1974, établissant à chaque fois un nouveau record du monde.
L'édition 1984 bat le record de participation avec 4 558 coureurs au départ.
En 1996, le Suisse Peter Camenzind (de) remporte l'épreuve dans le temps record de 6 h 37 min 59 s. L'Allemande Birgit Lennartz signe le record féminin l'année suivante en 7 h 37 min 39 s.
À l'occasion des 50 ans de la course en 2008, l'événement accueille l'édition inaugurale des championnats suisses de 100 kilomètres. Les vainqueurs Walter Jenni et Sonja Knöpfli (de) sont tous deux titrés,.
L'édition 2020 est annulée en raison de la pandémie de Covid-19.
Le comité d'organisation cède les droits de la course à la société événementielle bâloise Eventra GmbH pour l'édition 2021.

## Courses
Partant de Bienne, les courses sont de plusieurs types : la course des 100 km, divisée en trois parcours partiels Bienne–Oberramsern (38,8 km), Bienne–Kirchberg (56,1 km) et Bienne–Bibern (76,9 km), la course d’estafette par équipe avec 4 parcours partiels de 38,8 / 17,3 / 20,8 / 23,1 km, la course des 100 km Elle+Lui avec un passage de témoin entre elle et lui au km 38.8, un marathon nocturne et un semi-marathon entre autres.

## Vainqueurs

### 100 km
| Année | Hommes                                              | Temps                                               | Femmes                                              | Temps                                               |
| ----- | --------------------------------------------------- | --------------------------------------------------- | --------------------------------------------------- | --------------------------------------------------- |
| 1959  | Hans Ruch Hans Seiler                               | 13 h 45                                             |                                                     |                                                     |
| 1960  | Emil Brünisholz                                     | 11 h 32                                             |                                                     |                                                     |
| 1961  | Wilhelm Aeschlimann                                 | 8 h 43                                              |                                                     |                                                     |
| 1962  | Wilhelm Aeschlimann                                 | 9 h 9                                               | Käthi Knuchel                                       | 20 h 13                                             |
| 1963  | Wilhelm Aeschlimann                                 | 8 h 17                                              | Emmi Schaer                                         | 20 h 38                                             |
| 1964  | Wilhelm Aeschlimann                                 | 8 h 54                                              | Pia Kummer                                          | 16 h 49                                             |
| 1965  | Werner Roth                                         | 8 h 31                                              | Margrit Dünner                                      | 19 h 25                                             |
| 1966  | Werner Roth                                         | 8 h 7                                               | Margrit Dünner                                      | 16 h 12                                             |
| 1967  | Helmut Urbach (de)                                  | 8 h 11                                              | Anne-Rose Wälti                                     | 13 h 44                                             |
| 1968  | Michael Cvercko                                     | 8 h 0                                               | Anne-Rose Wälti                                     | 14 h 5                                              |
| 1969  | Helmut Urbach (de)                                  | 7 h 55                                              | Eva-Maria Westphal (de)                             | 12 h 24                                             |
| 1970  | Peter Reiher                                        | 7 h 25                                              | Anne-Rose Wälti                                     | 12 h 1                                              |
| 1971  | Lynn Hughes                                         | 7 h 42                                              | Eva-Maria Westphal (de)                             | 12 h 48                                             |
| 1972  | Siegfried Schadt                                    | 7 h 1                                               | Ida Mugeli                                          | 12 h 40                                             |
| 1973  | Helmut Urbach (de)                                  | 7 h 1                                               | Edith Holdener                                      | 11 h 40                                             |
| 1974  | Helmut Urbach (de)                                  | 6 h 59                                              | Edith Holdener                                      | 9 h 52                                              |
| 1975  | Heinz Hasler                                        | 7 h 4                                               | Edith Holdener                                      | 9 h 31                                              |
| 1976  | Brian Quinn                                         | 7 h 28                                              | Edith Holdener                                      | 9 h 10                                              |
| 1977  | Helmut Urbach (de)                                  | 7 h 15                                              | Edith Holdener                                      | 9 h 1                                               |
| 1978  | Hans van Kasteren                                   | 6 h 58                                              | Rita Weilbächer                                     | 9 h 18                                              |
| 1979  | Helmut Urbach (de)                                  | 6 h 58                                              | Edith Holdener                                      | 9 h 3                                               |
| 1980  | Helmut Urbach (de)                                  | 7 h 1                                               | Riet Horber                                         | 8 h 45                                              |
| 1981  | Fritz Steffen                                       | 7 h 12                                              | Monika Kuno                                         | 8 h 26                                              |
| 1982  | Peter Rupp (de)                                     | 6 h 59                                              | Josiane Goy                                         | 9 h 6                                               |
| 1983  | Peter Rupp (de)                                     | 6 h 47                                              | Gaby Birrer                                         | 8 h 28                                              |
| 1984  | Peter Rupp (de)                                     | 6 h 42                                              | Genoveva Eichenmann                                 | 8 h 5                                               |
| 1985  | Robert Schläpfer                                    | 6 h 42                                              | Agnes Eberle                                        | 8 h 17                                              |
| 1986  | Robert Schläpfer                                    | 6 h 38                                              | Agnes Eberle                                        | 8 h 25                                              |
| 1987  | Hans Schnyder                                       | 6 h 45 min 25 s                                     | Katharina Janicke                                   | 8 h 22 min 2 s                                      |
| 1988  | Hans Schnyder                                       | 6 h 57 min 12 s                                     | Birgit Lennartz                                     | 8 h 30 min 5 s                                      |
| 1989  | Markus Engeler                                      | 6 h 56 min 1 s                                      | Rösli Brechbühl                                     | 7 h 59 min 22 s                                     |
| 1990  | Peter Camenzind (de)                                | 6 h 52 min 47 s                                     | Birgit Lennartz                                     | 7 h 51 min 50 s                                     |
| 1991  | Peter Camenzind (de)                                | 6 h 51 min 25 s                                     | Jutta Philippin                                     | 8 h 33 min 29 s                                     |
| 1992  | Markus Engeler                                      | 6 h 50 min 39 s                                     | Rösli Brechbühl                                     | 8 h 25 min 21 s                                     |
| 1993  | Andreas Ostertag                                    | 6 h 53 min 9 s                                      | Birgit Lennartz-Lohrengel                           | 8 h 16 min 45 s                                     |
| 1994  | Michael Sommer                                      | 6 h 56 min 26 s                                     | Birgit Lennartz-Lohrengel                           | 8 h 40 min 49 s                                     |
| 1995  | Markus Engeler                                      | 6 h 56 min 12 s                                     | Birgit Lennartz-Lohrengel                           | 8 h 9 min 16 s                                      |
| 1996  | Peter Camenzind (de)                                | 6 h 37 min 59 s                                     | Birgit Lennartz-Lohrengel                           | 8 h 23 min 5 s                                      |
| 1997  | Markus Kramer                                       | 6 h 57 min 34 s                                     | Birgit Lennartz-Lohrengel                           | 7 h 37 min 39 s                                     |
| 1998  | Markus Kramer                                       | 7 h 3 min 51 s                                      | Constanze Wagner (de)                               | 8 h 27 min 30 s                                     |
| 1999  | Konrad Frei                                         | 6 h 49 min 56 s                                     | Elke Hiebl                                          | 8 h 10 min 38 s                                     |
| 2000  | Victor-Wayne Hickey                                 | 7 h 14 min 26 s                                     | Constanze Wagner (de)                               | 8 h 16 min 23 s                                     |
| 2001  | Andreas Bringold                                    | 7 h 12 min 48 s                                     | Karin Stump                                         | 8 h 12 min 23 s                                     |
| 2002  | Konrad Frei                                         | 6 h 56 min 39 s                                     | Anke Drescher                                       | 8 h 53 min 58 s                                     |
| 2003  | Martin Job                                          | 7 h 7 min 24 s                                      | Tsilla Rossel                                       | 8 h 43 min 27 s                                     |
| 2004  | Iwan Knechtle                                       | 7 h 20 min 45 s                                     | Elke Hiebl                                          | 8 h 27 min 23 s                                     |
| 2005  | Markus Kramer                                       | 7 h 26 min 1 s                                      | Sonja Knöpfli (de)                                  | 8 h 0 min 52 s                                      |
| 2006  | Francisco Pasandin                                  | 7 h 24 min 42 s                                     | Sonja Knöpfli (de)                                  | 7 h 51 min 35 s                                     |
| 2007  | Pius Hunold                                         | 7 h 26 min 10 s                                     | Martina Groß                                        | 8 h 28 min 2 s                                      |
| 2008  | Walter Jenni (de)                                   | 6 h 49 min 44 s                                     | Sonja Knöpfli (de)                                  | 7 h 54 min 51 s                                     |
| 2009  | Walter Jenni (de)                                   | 6 h 59 min 14 s                                     | Deborah Balz                                        | 8 h 34 min 51 s                                     |
| 2010  | David Girardet                                      | 7 h 31 min 1 s                                      | Branka Hajek                                        | 8 h 46 min 29 s                                     |
| 2011  | Walter Jenni (de)                                   | 7 h 11 min 55 s                                     | Daniela Sommer                                      | 8 h 10 min 59 s                                     |
| 2012  | David Girardet                                      | 7 h 4 min 16 s                                      | Denise Zimmermann                                   | 8 h 26 min 51 s                                     |
| 2013  | Florian Vieux                                       | 7 h 14 min 1 s                                      | Gabriele Werthmüller                                | 8 h 30 min 27 s                                     |
| 2014  | Michaël Boch                                        | 7 h 20 min 24 s                                     | Denise Zimmermann                                   | 8 h 30 min 59 s                                     |
| 2015  | Bernhard Eggenschwiler                              | 7 h 2 min 43 s                                      | Denise Zimmermann                                   | 8 h 38 min 32 s                                     |
| 2016  | Florian Vieux                                       | 7 h 19 min 25 s                                     | Romy Sandra Roulet                                  | 8 h 47 min 97 s                                     |
| 2017  | Rolf Thallinger                                     | 7 h 28 min 41 s                                     | Ornella Poltéra                                     | 8 h 27 min 44 s                                     |
| 2018  | Hermann Achmüller                                   | 7 h 29 min 29 s                                     | Claudia Bernasconi                                  | 8 h 53 min 33 s                                     |
| 2019  | Florian Vieux                                       | 7 h 1 min 13 s                                      | Claudia Bernasconi                                  | 8 h 18 min 28 s                                     |
| 2020  | Course annulée en raison de la pandémie de Covid-19 | Course annulée en raison de la pandémie de Covid-19 | Course annulée en raison de la pandémie de Covid-19 | Course annulée en raison de la pandémie de Covid-19 |
| 2021  | Severin Lang                                        | 7 h 22 min 2 s                                      | Virginie Siegenthaler                               | 8 h 15 min 40 s                                     |
| 2022  | Matthias Schmidig                                   | 7 h 31 min 57 s                                     | Nicole Berner                                       | 9 h 23 min 23 s                                     |
| 2023  | Frédéric Splendore                                  | 7 h 14 min 9 s                                      | Marianne Oklé                                       | 8 h 50 min 46 s                                     |
| 2024  | Armin Flückiger                                     | 6 h 54 min 45 s                                     | Claudia Bernasconi                                  | 8 h 25 min 36 s                                     |
| 2025  | Demian Schaedler                                    | 7 h 17 min 54 s                                     | Claudia Bernasconi                                  | 8 h 28 min 28 s                                     |

 Record de l'épreuve